# Klinkerový expresionismus
Klinkerový expresionismus[zdroj?] (německy Backsteinexpressionismus) je termín popisující konkrétní variantu expresionistické architektury, která používá cihly, slínkové cihly (tzv. klinkery) nebo dlaždice jako hlavní viditelný stavební materiál. Budovy v tomto stylu byly stavěny většinou ve 20. letech 20. století, a to primárně v Německu a Nizozemsku, kde styl vznikl.

## Představitelé
- Peter Behrens
- Dominikus Böhm
- Martin Elsaesser
- Alfred Fischer
- Josef Franke
- Fritz Höger
- Ossip Klarwein
- Michel de Klerk
- Wilhelm Kreis
- Paul Mebes
- Hans Poelzig
- Wilhelm Riphahn
- Fritz Schumacher

## Galerie

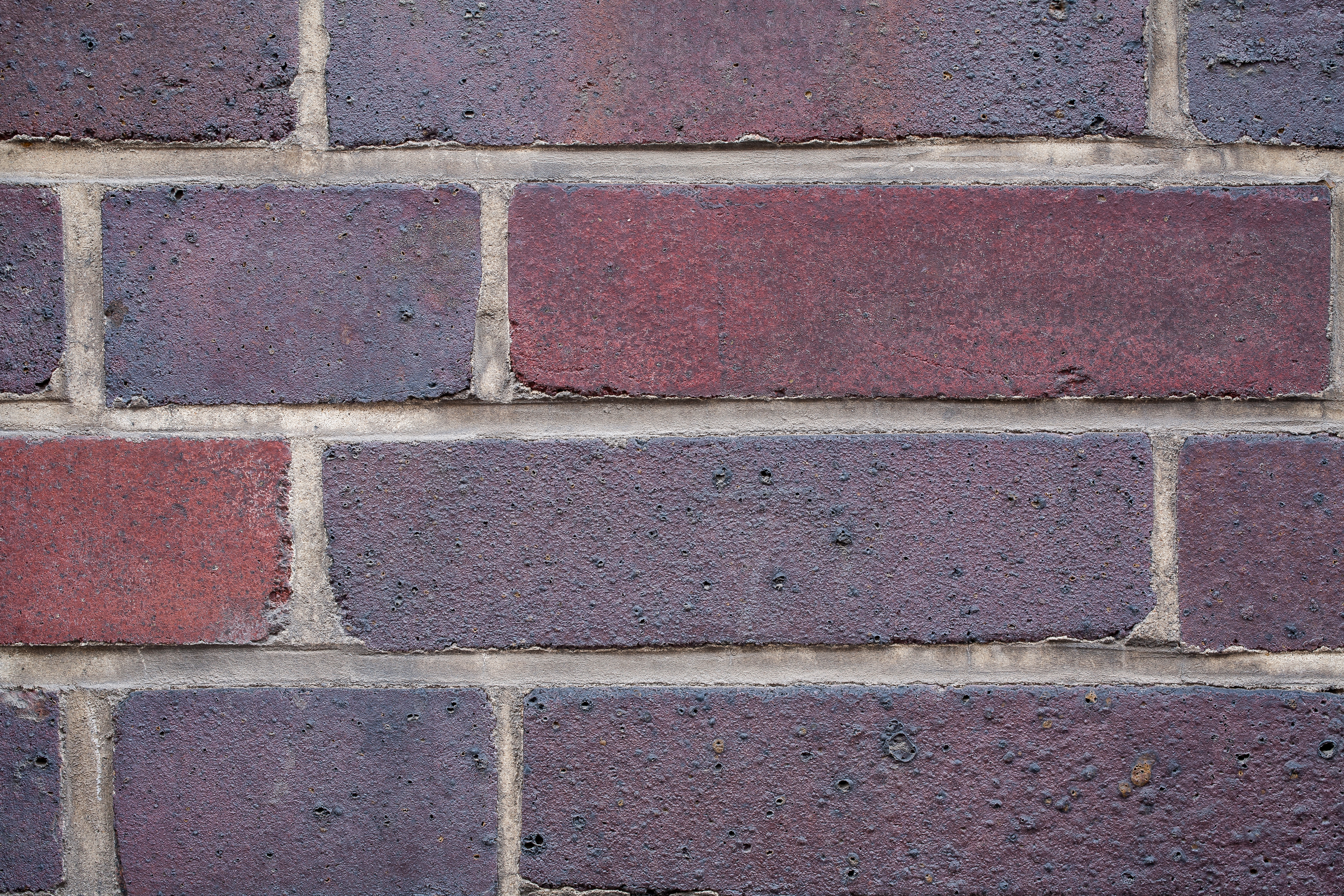
Klinkerová fasáda
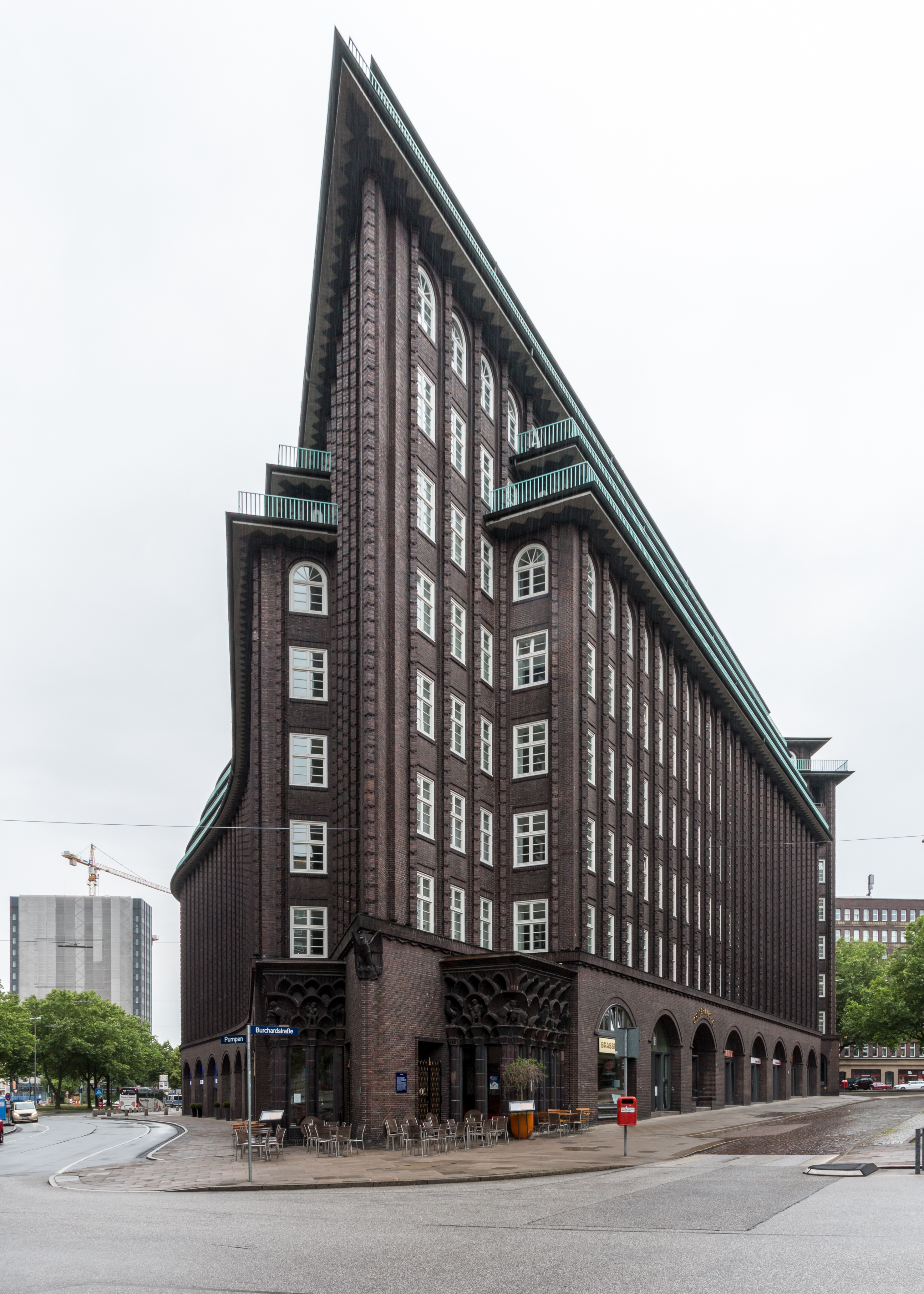
Fritz Höger: Chilehaus, Hamburk
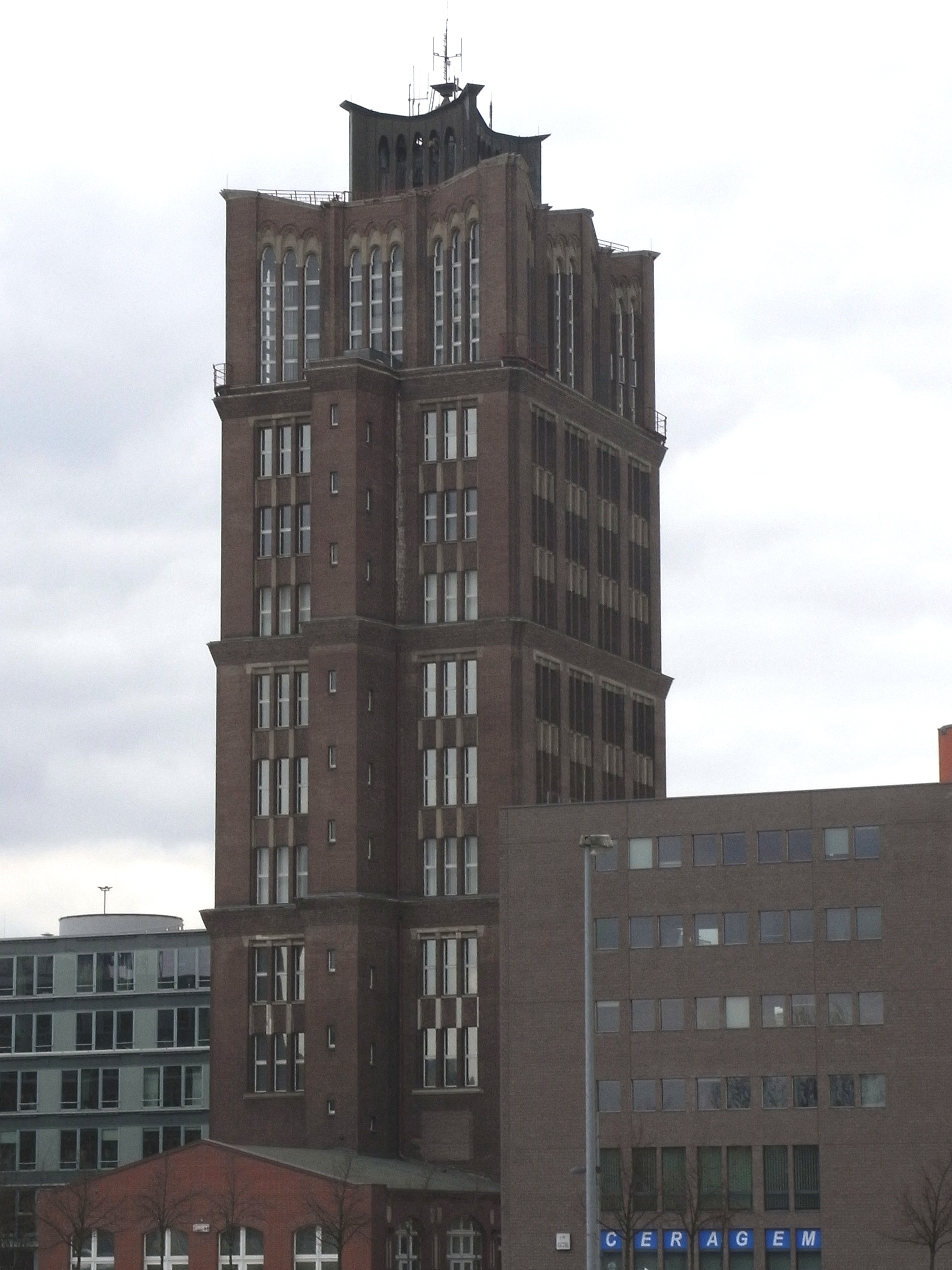
Eugen Schmohl: Borsigturm, Berlín
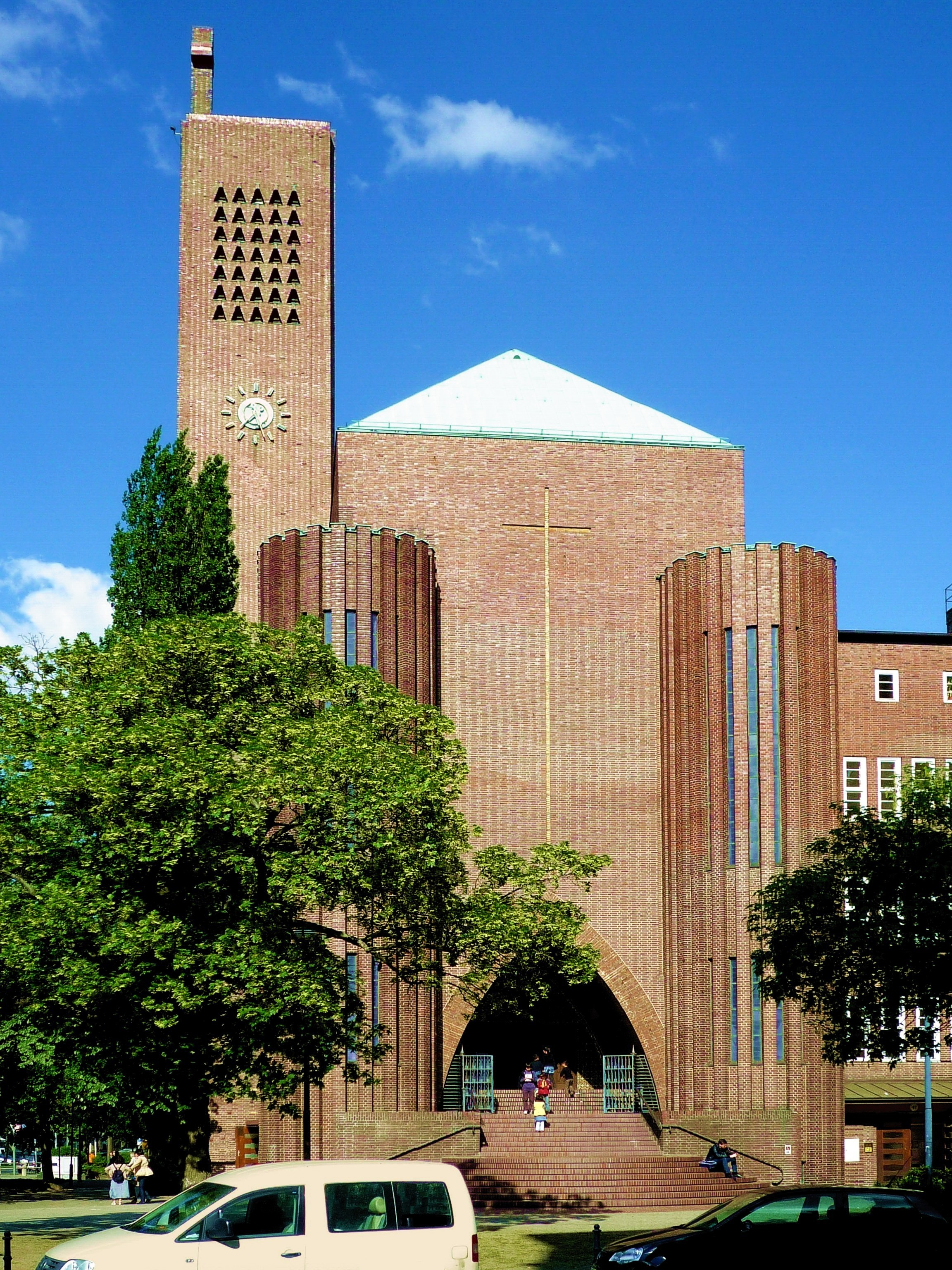
Fritz Höger / Ossip Klarwein: kostel na Hohenzollernplatz, Berlín
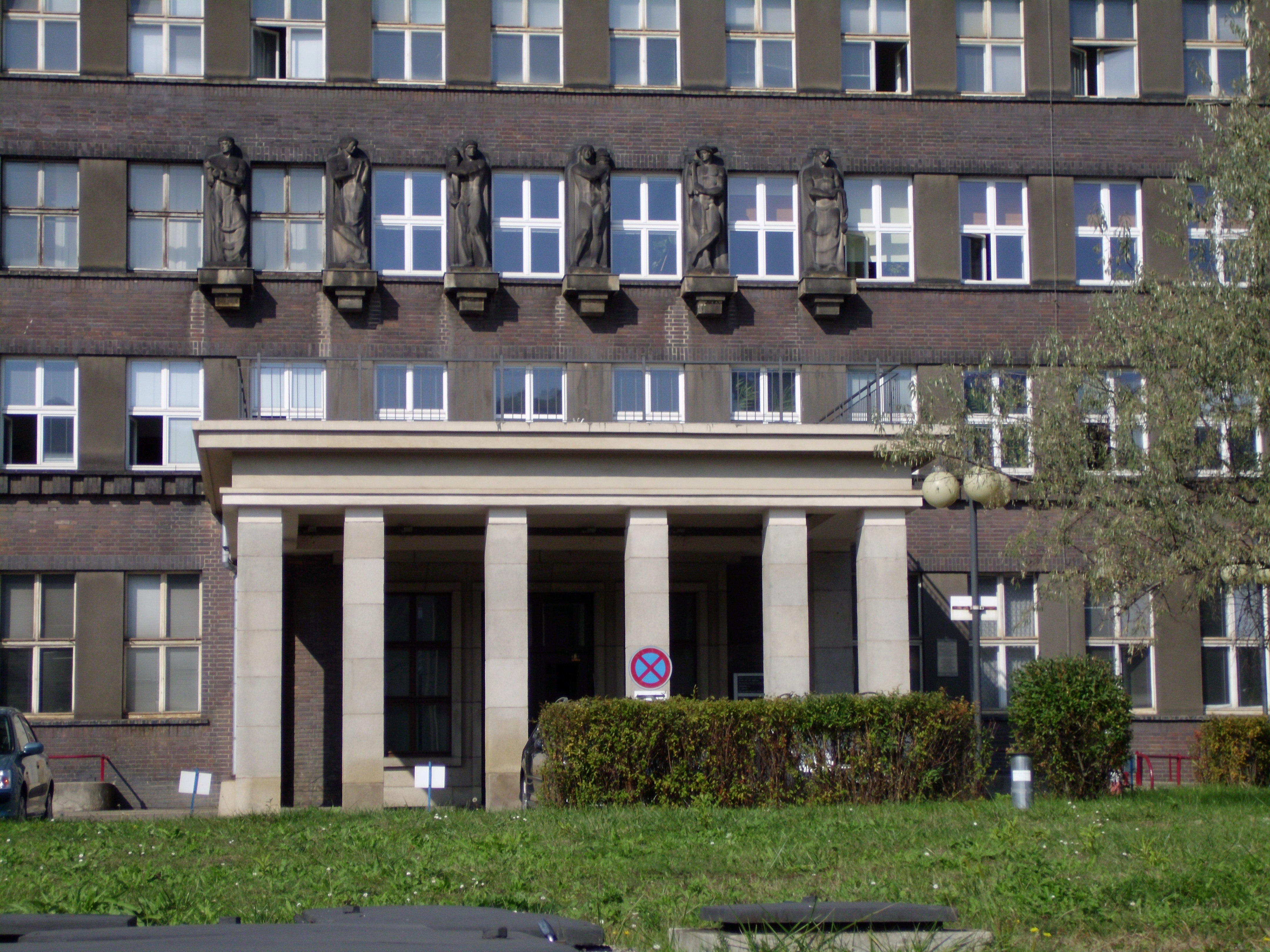
Lossow & Kühne: Správní budova Spolchemie v Ústí nad Labem